# Heppingserbach
Heppingserbach ist als Teil der ehemals selbstständigen Gemeinde Frönsberg in Nordrhein-Westfalen seit dem 1. Januar 1975 ein Ortsteil der Stadt Hemer.
Heppingserbach liegt im Stephanopeler Tal im Südosten der Stadt, zwischen Ispei im Norden und Heppingsen im Süden. Weitere Nachbarsiedlungen sind Beckmerhagen, Rohland und Ebberg. Heppingserbach liegt am südöstlichen Hang des Lohbergs (473 Meter ü. NN) am gleichnamigen Bach, der als Oese das Hemeraner Stadtgebiet durchquert und in Menden in die Hönne mündet.